# كريستوف جراف
كريستوف جراف (بالألمانية: Christoph Graf)‏ هو عسكري سويسري، ولد في 5 سبتمبر 1961 في Pfaffnau ‏ في سويسرا.